# واژا مارگولاشویلی
واژا مارگولاشویلی (انگلیسی: Vazha Margvelashvili؛ زادهٔ ۳ اکتبر ۱۹۹۳) جودوکار اهل گرجستان است.